# دومیترو پاولوویچی
دومیترو پاولوویچی (انگلیسی: Dumitru Pavlovici; ۲۶ آوریل ۱۹۱۲ – ۲۸ سپتامبر ۱۹۹۳) بازیکن فوتبال اهل رومانی بود.
وی همچنین در تیم ملی فوتبال رومانی بازی کرده‌است.